# Опір (футбольний клуб)
«Опір» — аматорський футбольний клуб зі Львова, який виступає у прем'єр-лізі Львівської області та чемпіонаті України серед аматорів 2015. Заснований у лютому 2012 року (під назвою СК «Дон Боско» Львів). В дебютному сезоні зайняв 7 з 12 місць у Група «Б» Першої обласної ліги, та за умови стабільного фінансування і хорошої інфраструктури отримав місце в найвищій обласній лізі футболу Львівщини.
Офіційною датою заснування клубу ФК «Опір» — є березень 2013 року.
У прем'єр-лізі області 2014 посів останнє, 12-е місце. Тренується на стадіоні «Динамо», офіційні поєдинки проводить на  стадіоні СКА. Дитячо-юнацька спортивна школа «Опору» бере участь у змаганнях першої ліги  ДЮФЛ України.

## Відомі гравці
Футболісти, які виступали у найвищій лізі України чи інших країн:
- Юрій Кудінов

## Склад команди
Станом на 4 лютого 2016:
| № | Поз. | Нац.    | Гравець               |
| - | ---- | ------- | --------------------- |
| ? | ВР   | Україна | Володимир Довгий      |
| ? | ВР   | Україна | Олександр Палій       |
| ? | ВР   | Україна | Василь Жук            |
| ? | ВР   | Україна | Тарас Мазур           |
| ? | ЗХ   | Україна | Ростислав Шупер       |
| ? | ЗХ   | Україна | Володимир Хорольський |
| ? | ЗХ   | Україна | Віктор Яблонський     |
| ? | ЗХ   | Україна | Мирослав Карпа        |
| ? | ЗХ   | Україна | Володимир Стопець     |
| ? | ЗХ   | Україна | Сергій Свист          |
| ? | ЗХ   | Україна | Тарас Бішко           |
| ? | ЗХ   | Україна | Віталій Крачковський  |

| № | Поз. | Нац.    | Гравець            |
| - | ---- | ------- | ------------------ |
| ? | ПЗ   | Україна | Олег Чурко         |
| ? | ПЗ   | Україна | Артур Куксін       |
| ? | ПЗ   | Україна | Василь Кульчицький |
| ? | ПЗ   | Україна | Юліан Хай          |
| ? | ПЗ   | Україна | Володимир Павлишин |
| ? | ПЗ   | Україна | Василь Кісілевич   |
| ? | ПЗ   | Україна | Кравців            |
| ? | ПЗ   | Україна | Антон Осовський    |
| ? | НП   | Україна | Олег Калуцький     |
| ? | НП   | Україна | Роман Слободзяник  |
| ? | НП   | Україна | Ігор Яценків       |